# Barrio Calle Ciega Nº 10
Barrio Calle Ciega Nº 10 es una localidad argentina ubicada en el Departamento General Roca de la provincia de Río Negro. Se halla 8 km al Sudeste del centro de Allen, de la cual depende administrativamente. En 2007 el municipio aprobó una ordenanza para erradicar las viviendas de dicha calle y reubicar a sus moradores en lotes ubicados en el Barrio Costa Este, ubicado 1 km al sur.

## Población
Contó con 52 habitantes (Indec, 2010), lo que representó un descenso del 24% frente a los 69 habitantes (Indec, 2001) del censo anterior.

El censo 2022 registró una población de 56 habitantes que se repartieron entre 28 hombres y 28 mujeres. Sin embargo, las cifras obtenidas fueron estimativas solo teniendo en cuenta a la población en viviendas particulares; es decir, excluyendo del dato a la población institucional y las personas sin hogar. Gracias a este censo también fue posible conocer su densidad y tamaño urbano.
| Evolución demográfica |
|                       |
| INDEC                 |